# مونرو (تنسی)
مونرو (به انگلیسی: Monroe) یک منطقهٔ مسکونی در ایالات متحده آمریکا است که در شهرستان اورتون، تنسی واقع شده‌است. مونرو ۳۱۰٫۹ متر بالاتر از سطح دریا واقع شده‌است.